# Njegoš Petrović
Njegoš Petrović (in serbo Његош Петровић?; Krupanj, 18 luglio 1999) è un calciatore serbo, centrocampista del Vojvodina.

## Caratteristiche tecniche
È un centrocampista centrale con abilità da vertice basso.

## Carriera

### Club
Cresciuto nel settore giovanile del Rad Belgrado, ha esordito in prima squadra il 27 agosto 2016 disputando l'incontro di Superliga perso 4-0 contro il Partizan.
Il 5 agosto 2019 è stato acquistato a titolo definitivo dalla Stella Rossa.
Il 29 gennaio 2022 viene acquistato dal Granada.

### Nazionale
Ha giocato nelle nazionali giovanili serbe Under-17, Under-19 ed Under-21.

## Palmarès

### Club

#### Competizioni nazionali
- Campionato serbo: 2

Stella Rossa: 2019-2020, 2020-2021
- Coppa di Serbia: 2

Stella Rossa: 2020-2021, 2021-2022
- Segunda División: 1

Granada: 2022-2023